# يوهان دال
يوهان دال (بالنرويجية: Johan Christian Klausson Dahl)‏ (و. 1788 – 1857 م) هو رسام وبروفيسور من النرويج، وُلد في برغن، وتوفي في درسدن عن عمر يناهز 69 عاماً.

## التعليم
تعلم في الأكاديمية الملكية الدنماركية للفنون الجميلة.

## معرض صور

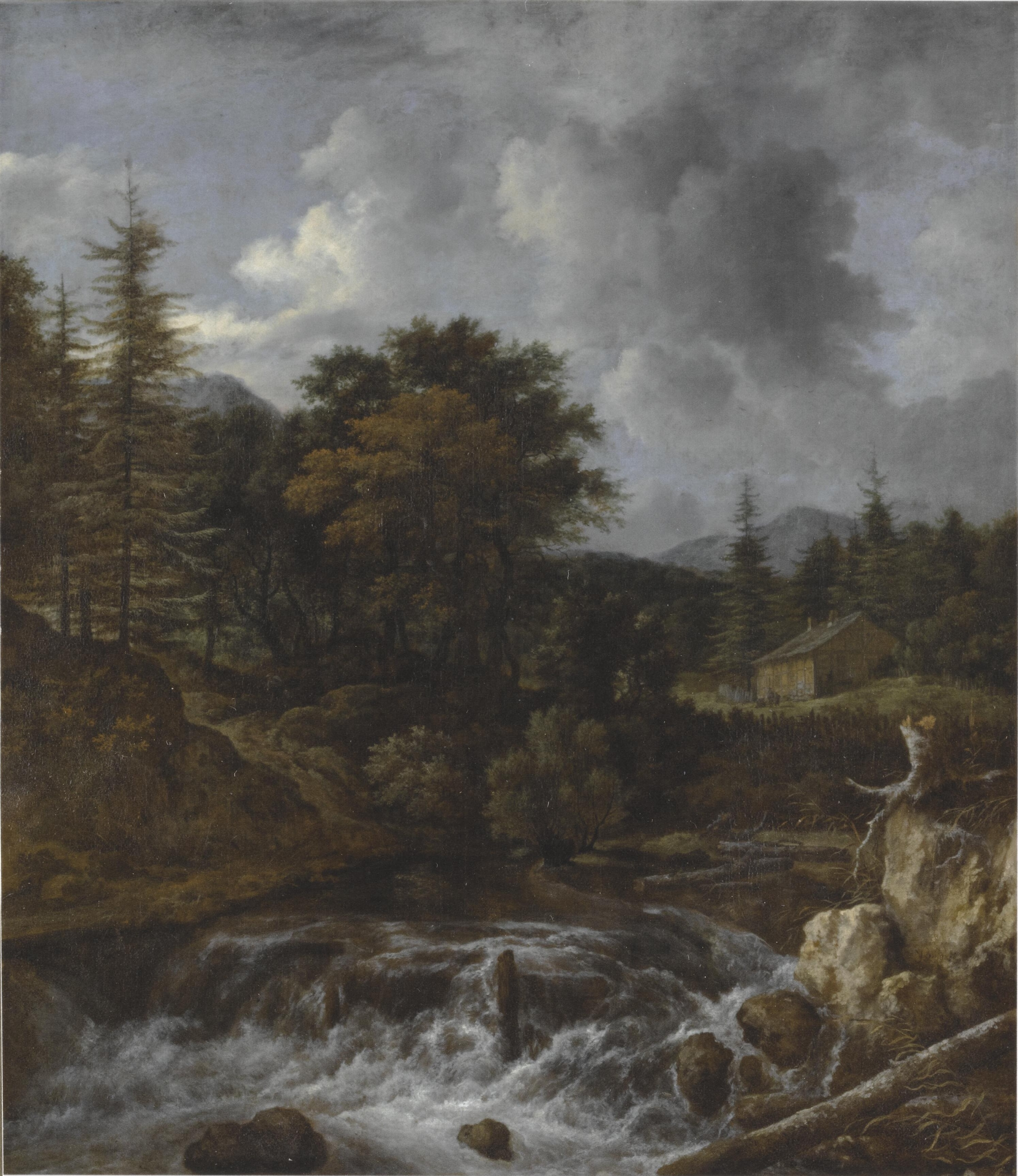
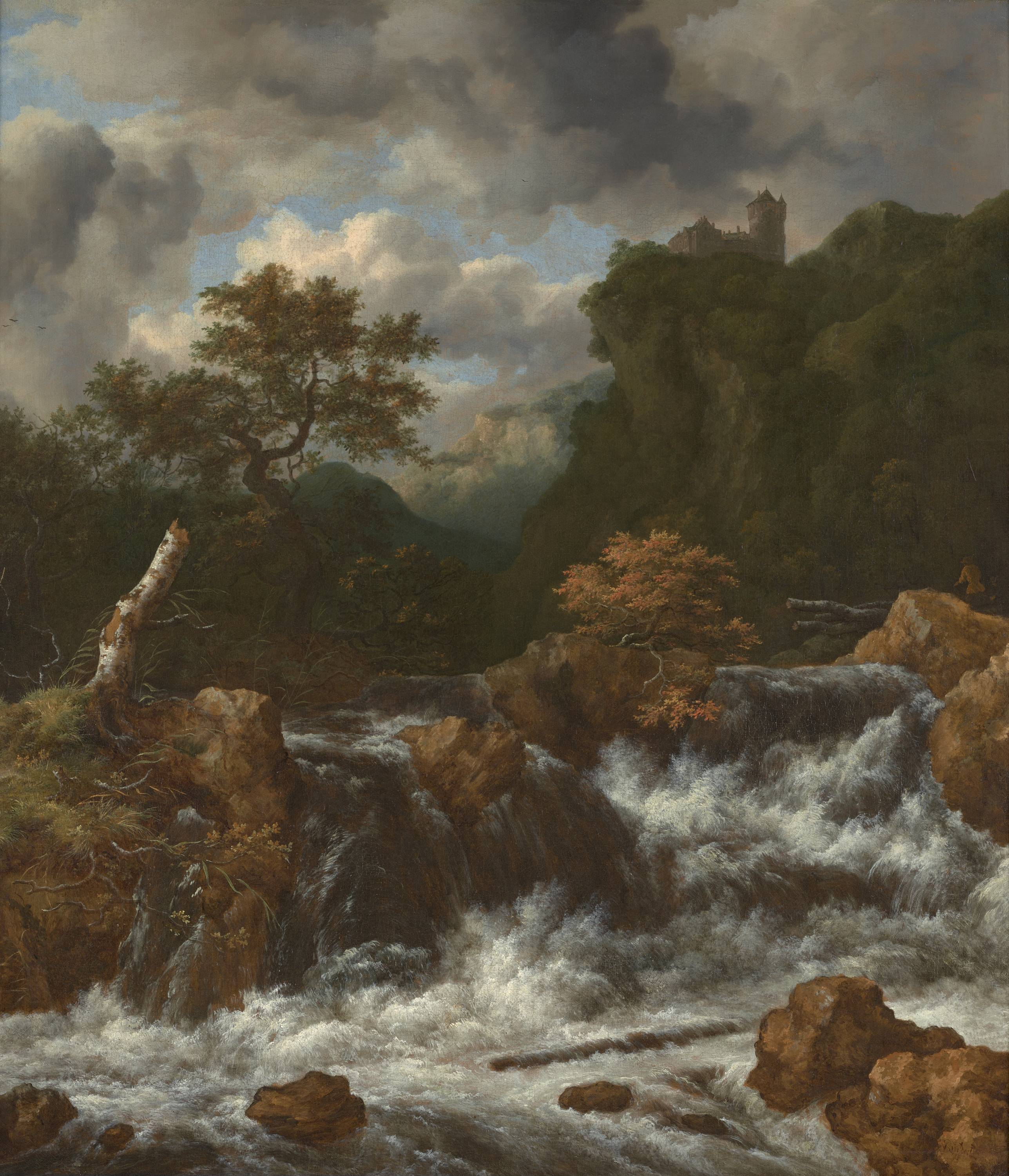

## أعمال بارزة
من أهم أعماله:
- Norwegian Mountain Landscape
- View of Dresden by Moonlight

## جوائز
حصل على جوائز منها:
- وسام القديس أولاف (1847)
- وسام دانيبروغ (1840)
- Order of Vasa [الإنجليزية]‏ (1839).

## روابط خارجية
- يوهان دال على موقع ميوزك برينز (الإنجليزية)